# Cypripedium ludlowii
Cypripedium ludlowii är en orkidéart som beskrevs av Phillip James Cribb. Cypripedium ludlowii ingår i släktet guckuskor, och familjen orkidéer. Inga underarter finns listade i Catalogue of Life.